# Litauische Matrikel

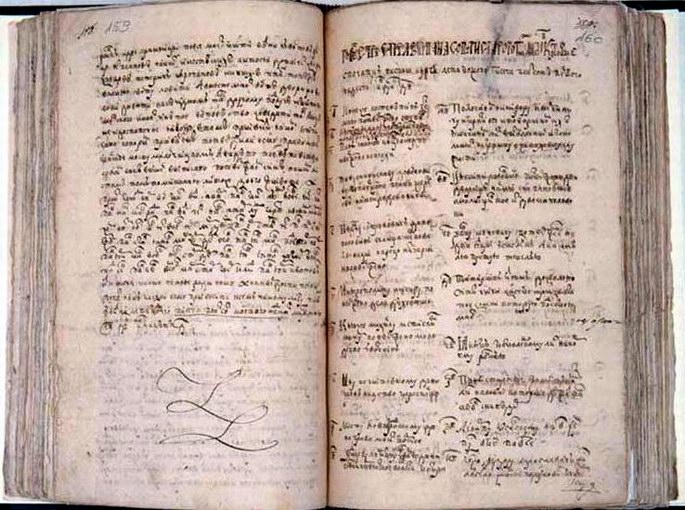
Litauische Metrik. 1511–1518

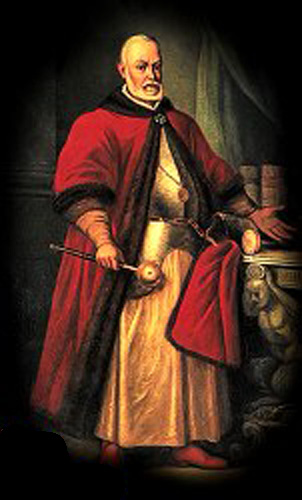
Litauischer Großkanzler Lew Sapieha

Die Litauische Matrikel ist das in Kopialbüchern überlieferte historische Archiv der Staatsdokumente des Großfürstentums Litauen. Sie ist die wichtigste historische Quelle für die altlitauische Geschichte und daher unter anderem für Historiker von Litauen, Belarus, Ukraine, Polen und Russland von größtem Wert.

## Bezeichnung
Matrikeln heißen verschiedene Arten von Serien aktenmäßiger Einträge (z. B. die Studierendenbücher der Universitäten oder Personenstandsakten der Gemeinden). Die deutsche Bezeichnung geht auf lat. matricula, „Stammrolle“, zurück. Dagegen wird in Ost- und Mitteleuropa für ähnliche Textsorten seit jeher der gleichbedeutende lat. Gräzismus metrica verwendet.
Daher heißt die Litauische Matrikel im Osten korrekt lit. Lietuvos Metrika, poln. Metryka Litewska, belar. Літоўская Метрыка, uk. Литовська метрика. Es kommt jeweils auch die Pluralform vor. Diese Bezeichnungen wurden oft, entgegen dem deutschen historischen und aktenkundlichen Sprachgebrauch, als „Litauische Metrik“ übersetzt. Historisch war auch die Bezeichnung Akten des Großfürstentums Litauen üblich, lat. Acta Magni Ducatus Lithuaniae.

## Beschreibung
Die Matrikel umfasst verschiedene Dokumente (Privilegien, Sejmprotokolle, Rechtsakte wie Gerichtsentscheidungen, Korrespondenz, Dokumente über die Rechnungslegung), die für das Großfürstentum von Belang waren, und alle Dokumente die von litauischen Großfürsten (seit der Personalunion 1386 persönlich identisch mit dem polnischen König, seit der Lubliner Realunion 1569 auch als Amt an die polnische Königswürde gekoppelt) ausgestellt oder an sie gesendet wurden. Die Matrikel wurde von der eigenständigen litauischen Oberbehörde, d. h. vom Großkanzlers des Großfürstentums Litauen, geführt. In der Krone Polen entstand parallel seit 1447 die von Großkronkanzler und Unterkronkanzler geführte Polnische Kronmatrikel. Die ersten Eintragungen der Litauischen Matrikel stammen aus dem Jahr 1440, die letzten von 1795, als die polnisch-litauische Adelsrepublik ihre Unabhängigkeit durch die dritte Teilung verlor.

## Überlieferung
Die Eintragungen wurden in altweißrussischer und in lateinischer Sprache vorgenommen, seit dem späten 17. Jahrhundert auf Polnisch und Latein. Die Matrikel wurde zwischen 1594 und 1607 im Auftrag des litauischen Großkanzlers Leon Sapieha (1557–1633, lit. Namensform Leonas Sapiega) transkribiert. 1655 wurde sie nach Wilna gebracht. Schon im 18. Jahrhundert mussten wegen des schlechten Erhaltungszustands der Folianten elf von ihnen neu abgeschrieben werden.
Nach den Teilungen Polen-Litauens ging ein Teil der Matrikel verloren. Der Rest wurde in Njaswisch und später in Warschau deponiert. Später gelangten die Bücher nach Sankt Petersburg und danach nach Moskau. Dort befindet sich bis heute der Großteil des Bestandes im Russischen Staatlichen Archiv Alter Akten (Российский Государственный Архив Древних Актов) als Fonds 389. 1921 wurde ein Teil dieser Bücher aufgrund des Rigaer Friedensvertrages von der UdSSR an die Republik Polen übergeben und in Warschau dem Hauptarchiv der Alten Akten (Archiwum Główne Akt Dawnych) einverleibt. Bei diesem Bestand handelt es sich um polnische Teiltranskriptionen der Originalbücher und ein Summar der Litauischen Matrikel für die Jahre 1474 bis 1751.